# Американские пионеры
Американские пионеры (англ. American pioneers) — люди, которые в разные периоды истории США, но особенно в XVIII веке и в первой половине XIX века, переселялись на запад, заселяя новые территории. Слово пионер (pionnier) имеет французское происхождение и родственно слову пеон (батрак, пехотинец), в английском языке в этом значении известно с XVII века.

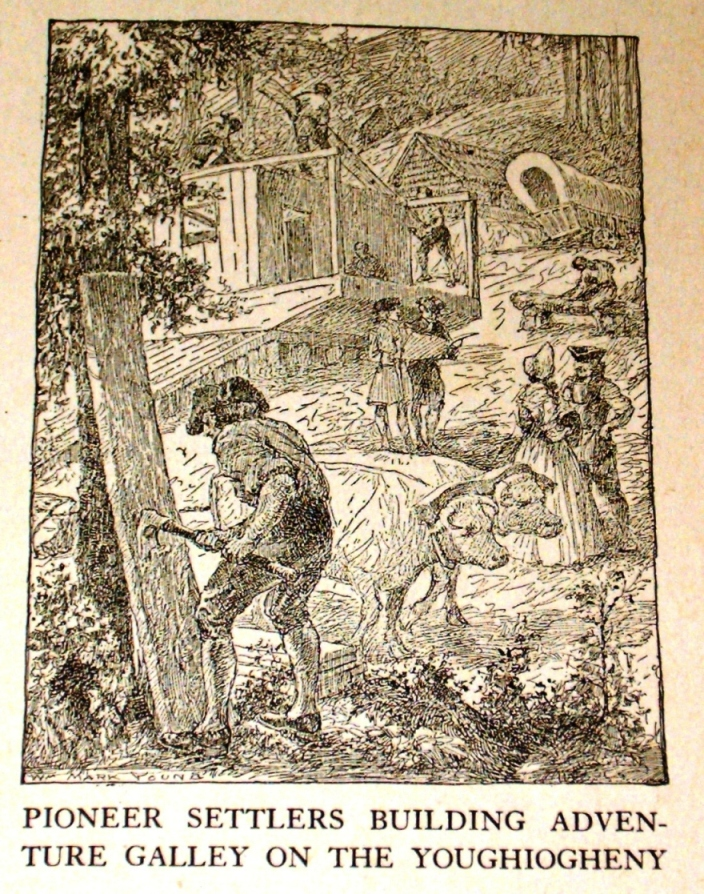
Американские пионеры строят речное судно, 1788 год

Имели и другие названия — баквудсмены, скваттеры.
Условия жизни у Атлантического побережья, в Новой Англии, земли которой были менее плодородными, чем западные, способствовали миграции населения в новые, менее обжитые районы. Жителей отдаленных районов Виргинии и Северной и Южной Каролины побуждало уходить всё дальше на запад отсутствие дорог и каналов для доставки продукции на рынки побережья.

Пионер — это человек, который все время стремится на Запад, подобно бизону, гонимому наступающей цивилизацией. Ему мешает сосед, который поселился ближе, чем в десяти милях от него. И если он не видит больше дерева, которое, когда его подрубишь, упало бы не ближе чем в пятидесяти метрах от хижины, значит, надо распродаваться и уходить.
(Из «Альманаха Дэви Крокетта», 1838)

Некоторые пионеры переселялись для занятия земледелием вместе со своими семьями. Другие были трапперами (звероловами) или отправлялись на запад для занятия различными видами предпринимательской деятельности, без намерения поселиться там навсегда.
Пионерам на востоке США часто приходилось вырубать лес под пашню. На «Дикий Запад» большинство пионеров отправлялись караванами фургонов. Дальше всех забирались охотники и звероловы, которых английский путешественник Фордхэм описал следующим образом: «Это отважная, выносливая порода людей, живущих в жалких хижинах… Они неотесаны, но гостеприимны, добры к чужестранцам, честны и надежны. Они выращивают низкорослую индейскую кукурузу и тыквы, разводят свиней, иногда держат одну-двух коров… Однако ружье — это их главный источник существования». Эти люди вырубали леса, строили себе бревенчатые хижины и вытесняли индейцев с земель, которые те занимали.
Чем больше поселенцев прибывало в необжитые места, тем больше среди них становилось не охотников, а фермеров. Наиболее предприимчивые скупали по дешёвке участки земли, а когда она дорожала, продавали её следующим поселенцам, а сами двигались дальше, прокладывая путь другим.
Переселение на запад сильно влияло на формирование американских социально-политических ценностей. Оно способствовало личной инициативе, воспитывало людей в духе самостоятельности без привычки полагаться на защиту государства, огрубляло манеры.
Образ отважного и предприимчивого пионера стал одним из главных образов американской культуры, включая фольклор. В частности, героями фольклора стали такие пионеры как Даниэль Бун и Дэви Крокет.